# Pyxis arachnoides
Pyxis arachnoides é uma espécie de tartaruga na família Testudinidae que é endêmica de Madagascar e é uma de apenas duas espécies no gênero Pyxis.

## Ciclo de vida e reprodução
Muito pouco se sabe sobre o ciclo de vida dessa tartaruga, que está ameaçada de extinção. Acredita-se que viva até 70 anos.
Se alimentam de folhas jovens, larvas de insetos e até mesmo fezes de animais maiores. Quando chega a estação das chuvas, o período de hibernação termina e as tartarugas começam a acasalar. As fêmeas botam apenas um ovo quando se reproduzem, e o ovo é incubado por cerca de 220–250 dias.

## Conservação
Seu comércio é ilegal em Madagascar, mas eles são amplamente contrabandeados como alimento, e como animais de estimação ilegais.